# لي تشون يب
لي تشون يب (بالصينية: 李圳業) هو لاعب كرة قدم صيني في مركز الهجوم، ولد في 18 سبتمبر 1981 في هونغ كونغ في الصين. شارك مع منتخب هونغ كونغ تحت 23 سنة لكرة القدم. أما مع النوادي، فقد لعب مع نادي سيتيزن.